# Mong Kokstadion
Het Mong Kokstadion is een multifunctioneel stadion in Mong Kok; een district in Hongkong gelegen in stadsdeel Kowloon. Het stadion wordt vooral gebruikt voor voetbalwedstrijden, de voetbalclubs Kitchee SC, Eastern Sports Club, Citizen AA, Sun Hei SC en Hong Kong Pegasus FC maken gebruik van dit stadion of hebben er gebruik van gemaakt. In het stadion is plaats voor 6.769 toeschouwers, waaronder 127 VIP-plaatsen.